# Cycnoches
Cycnoches is een geslacht van 34 soorten orchideeën uit de onderfamilie Epidendroideae.
Het zijn epifytische of terrestrische planten van tropische laaglandregenwouden uit Midden-Amerika, voornamelijk Mexico en Panama.
Ze hebben net als het meer bekende geslacht Catasetum eenslachtige bloemen, maar kunnen zowel één- als tweehuizig zijn. De bloemen zijn over het algemeen vreemdgevormd en welriekend, met een opvallend lang en gebogen gynostemium.

## Naamgeving en etymologie
- Synoniem: Cycnauken Lemaire (1845)

De botanische naam Cycnoches is afkomstig van het Oudgriekse κύκνος, kuknos (zwaan) en αὐχήν, auchēn (hals), wat betrekking heeft op het slanke, gebogen gynostemium van de bloem van deze soorten.

## Kenmerken
Cycnoches-soorten zijn epifytische of terrestrische bladverliezende planten, met grote, slanke, vlezige en gelede pseudobulben, opgebouwd uit opeenvolgende ringvormige internodia, omhuld door oude bladscheden. De nieuwe bladeren zijn dun en lancetvormig. Eén of meerdere bloemstengels ontstaan aan de top van de pseudobulb, in tegenstelling tot die van Catasetum, die aan de basis van de pseudobulb ontspringen, en die van Mormodes, die ergens halverwege ontspringen. De bloeiwijze is een één- tot veelbloemige tros met tot een tiental grote, opvallend gekleurde en gevormde en dikwijls welriekende bloemen.
De bloemen zijn op een enkele uitzondering na eenslachtig, zoals bij Catasetum. Ongeacht de soort kunnen mannelijke en vrouwelijke bloemen al dan niet op dezelfde plant voorkomen (één- of tweehuizige planten), en dan soms op dezelfde bloeistengel of apart, maar elke bloem is ofwel vrouwelijk ofwel mannelijk. Slechts uitzonderlijk worden tweeslachtige bloemen gevormd. De hoeveelheid licht die de plant ontvangt zou een invloed hebben op het geslacht. Meestal worden veel meer mannelijke bloemen geproduceerd dan vrouwelijke, slechts bij enkele soorten is de verhouding gelijk.
De bloemen zijn niet-geresupineerd, de lip is naar boven gericht. De kelk- en kroonbladen zijn vrijstaand en gelijkvormig, vlak of gebogen, vlezig of vliesvormig. De bloemlip is complex van vorm, uitgerekt, met meerdere vlakken, vlezig en met klieren of uitstulpingen bezet. Het gynostemium bezit geen voet en is lang en gebogen. De mannelijke bloemen bezitten een langer en dunner gynostemium, zonder aanhangsel aan de voorzijde (in tegenstelling tot Catasetum), maar met een dikkere top voorzien van twee ronde, compacte pollinia verbonden met het ronde viscidium door een lang, elastisch stipum. Bij de vrouwelijke bloemen is het gynostemium wat dikker en is gevleugeld, met een duidelijke stempelholte.

## Taxonomie
Cycnoches zou volgens onderzoek uit 1998 door Pridgeon en Chase een monofyletische groep zijn, zustergeslacht van Mormodes.
Het geslacht omvat 34 soorten. De typesoort is Cycnoches loddigesii.

### Soorten
- Cycnoches aureum Lindl. & Paxton (1852)
- Cycnoches barthiorum G.F. Carr & Christenson (1999)
- Cycnoches bennettii Dodson (1989)
- Cycnoches brachydactylon Schltr. (1924)
- Cycnoches carrii Christenson (1999)
- Cycnoches chlorochilon Klotzsch (1838)
- Cycnoches christensonii D.E. Benn. (1998)
- Cycnoches cooperi Rolfe (1913)
- Cycnoches densiflorum Rolfe (1909)
- Cycnoches dianae Rchb.f. (1852)
- Cycnoches egertonianum Bateman (1842)
- Cycnoches farnsworthianum D.E. Benn. & Christenson (2001)
- Cycnoches glanduliferum Rolfe (1892)
- Cycnoches guttulatum Schltr. (1922)
- Cycnoches haagii Barb.Rodr. (1881)
- Cycnoches herrenhusanum Jenny & G.A. Romero (1991)
- Cycnoches jarae Dodson & D.E. Benn. (1989)
- Cycnoches lehmannii Rchb.f. (1878)
- Cycnoches loddigesii Lindl. (1832)
- Cycnoches lusiae G.A. Romero & Garay (1999)
- Cycnoches maculatum Lindl. (1840)
- Cycnoches manoelae P. Castro & Campacci (1993)
- Cycnoches pachydactylon Schltr. (1922)
- Cycnoches pentadactylon Lindl. (1843)
- Cycnoches peruvianum Rolfe (1891)
- Cycnoches powellii Schltr. (1922)
- Cycnoches quatuorcristis D.E. Benn. (1992)
- Cycnoches rossianum Rolfe (1891)
- Cycnoches schmidtianum Christenson & G.F. Carr (2001)
- Cycnoches stenodactylon Schltr. (1922)
- Cycnoches suarezii Dodson Icon. (1989)
- Cycnoches thurstoniorum Dodson (1989)
- Cycnoches ventricosum Bateman (1838)
- Cycnoches warszewiczii Rchb.f. (1852)